# Pizzica

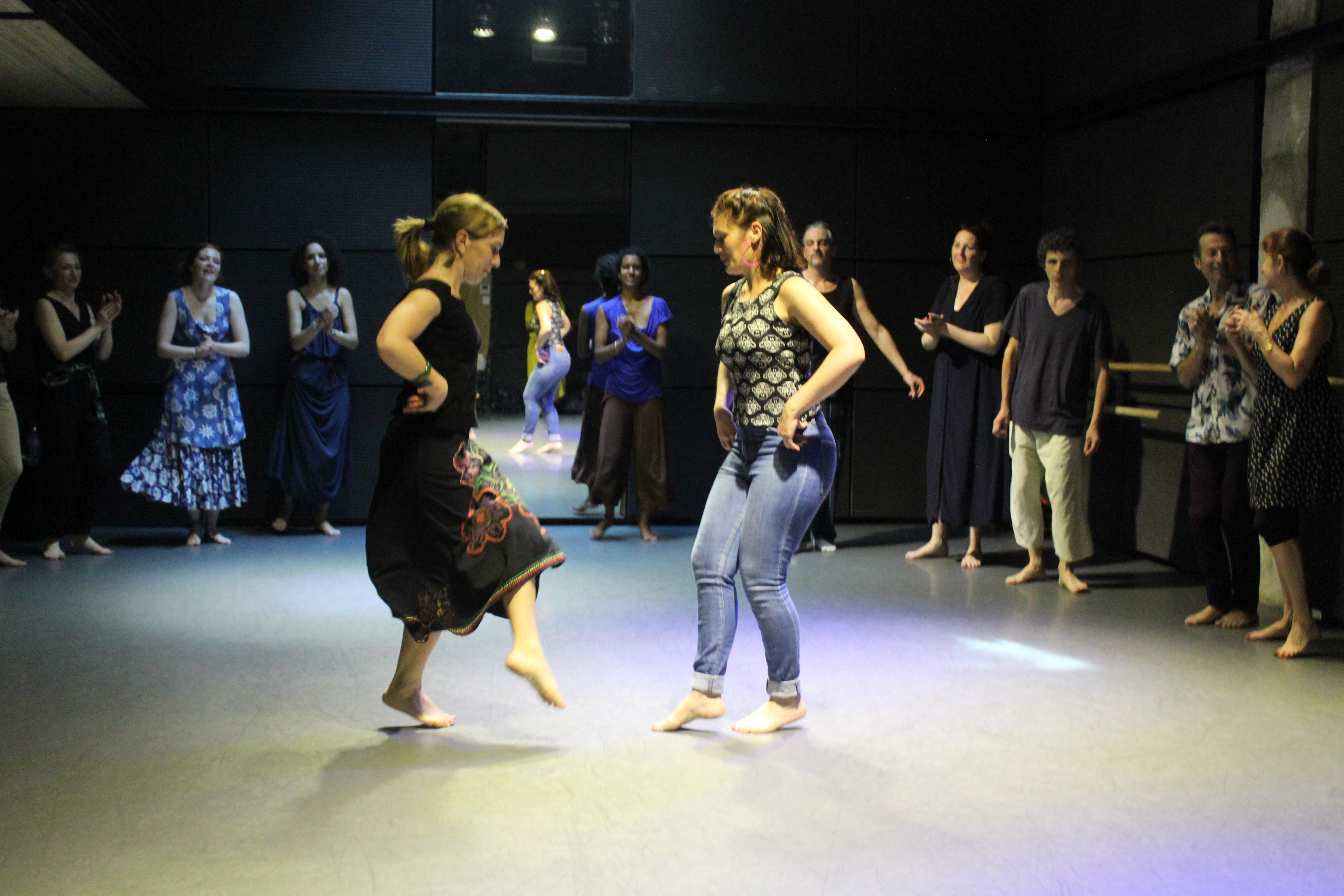
Danse de la Pizzica ou tarentelle italienne

La pizzica (aussi appelée pizzica pizzica) fait partie de la grande famille des danses traditionnelles appelées tarentelle, elle est une danse populaire présente jusqu’aux années 1970 dans les Pouilles (provinces de Lecce, Brindisi, Tarente, Bari) et en Basilicate (provinces de Matera et, partiellement, de Potenza). Le terme, dans nombreuses localités, s’entremêle et se confond avec le nom plus connu de tarantella, celui-ci tant sur le plan musical que sur le plan chorégraphique.

## Histoire
Les deux premières sources écrites, dont on a jusqu’à présent connaissance, remontent au XVIIIe siècle (1779 Pigonati et 1797 Ferdinand IV de Bourbon), en référence aux observations du bal respectivement à Brindisi et à Tarente. Le 20 avril 1797, la noblesse offre au roi Ferdinand IV de Bourbon une soirée de danse à l’occasion d’une visite diplomatique dans la ville : le texte parle de "pizzica pizzica", une "nobilitata tarantella". 
La pizzica s’est liée aux pratiques thérapeutiques du tarentisme, mais il est avéré qu’à partir du XIVe siècle ; les musiciens et les tarentules ont utilisé pour soigner et guérir du venin de la tarentule (et de scorpions) les danses locales de l’époque. La pizzica était donc essentiellement une danse ludique des moments de fête et de convivialité, aussi pratiquée pendant les rituels thérapeutiques pour soigner les morsures de la tarentule.
Dans les années 1970-1980, dans la province de Lecce, tant la pizzica que le phénomène du tarentisme sont disparues,.

## Pizzica ettarentisme
La pizzica, en plus d’être jouée dans les moments de fête de différents groupes familiaux ou de communautés locales, constituait aussi l’accompagnement du rituel du tarentisme dans la zone du Salento. Elle était exécutée par des orchestres composés de divers instruments, parmi lesquels émergeaient le tambourin et le violon en raison de leurs caractéristiques rythmiques et mélodique.

## Postérité

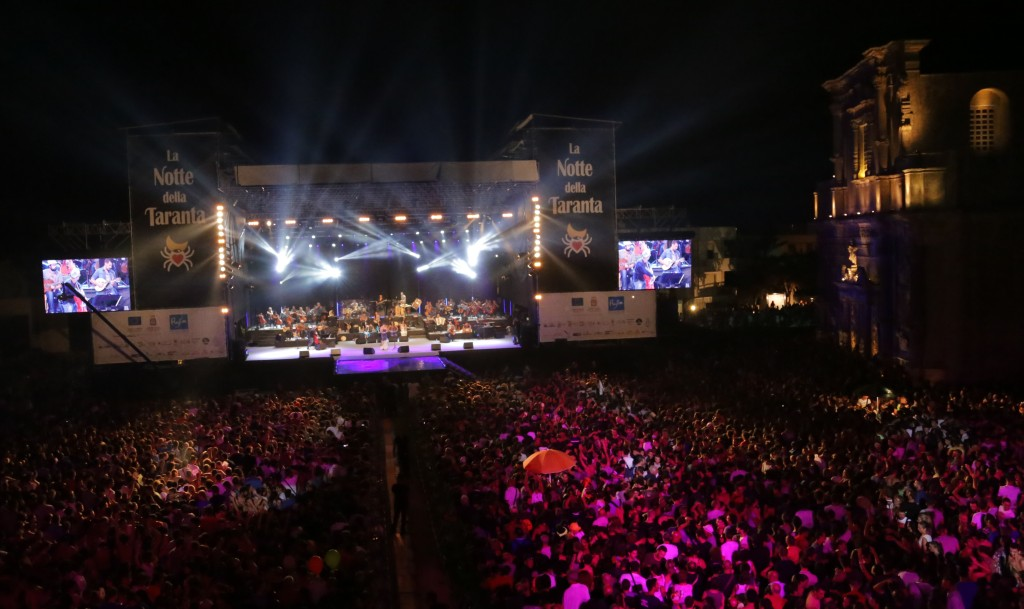
Le festival Notte della Taranta à Melpignano en 2013

Dans les années 1990, la musique et la danse de la pizzica ont été redécouvertes grâce à de nombreux interprètes, surtout féminins. Le phénomène s’est répandu aussi parmi les jeunes et a généré des écoles de "danse populaire" (en italien danza popolare), appelé aussi parfois neo pizzica.

« si le tarentisme a pratiquement disparu, la pizzica, elle, connaît un renouveau indéniable, comme en témoignent le succès de la Nuit de la Tarente et l'énorme popularité des artistes originaires des Pouilles en général et du Salento en particulier »